# Valle Leventina
La Valle Leventina è la valle formata dal fiume Ticino da Bedretto fino a Biasca.

## Geografia
Dal punto di vista orografico separa, nelle Alpi Lepontine, il Massiccio del San Gottardo a nord dalle Alpi Ticinesi e del Verbano a sud. Attraverso il passo del Campolungo è collegata alla valle Lavizzara. A monte il fiume Ticino percorre la Val Bedretto e a valle la Valle Riviera. Lungo il fondo valle si trovano i comuni di Airolo, Dalpe, Quinto con le frazioni di Ambrì, Piotta, Rodi (frazione di Prato Leventina), Faido, Chiggiogna, Giornico, Bodio, Personico e Pollegio. Oltre a questi insediamenti principali la Valle Leventina comprende diversi centri abitati più piccoli.
La valle è divisa in più parti, Alta-Media-Bassa Valle. Nella parte Alta si apre per una lunghezza di circa 4 km e una larghezza di circa 600 m a circa 1000 m s.l.m. In questa parte la valle si sviluppa sull'asse Est-Ovest, essa ha la tipica configurazione a U data dal progressivo ritiro del ghiacciaio nell'ultima glaciazione. Il fondovalle è stato riempito di materiale fino ad assumere la configurazione attuale. Il fondovalle pianeggiante è attraversato da est a ovest dal fiume Ticino, che sgorga poco più a monte sul passo del San Gottardo, per proseguire a Sud, attraversando la capitale del cantone (Bellinzona), per arrivare al Lago Maggiore, da dove prosegue in Lombardia per gettarsi nel Po a sud di Pavia. La piana, di dimensioni insolitamente ampie per una vallata alpina, era, fino al termine del Ottocento, poco utilizzabile per le frequenti fuoriuscite del fiume. Dalla metà dell'Ottocento si è proceduto all'arginatura del fiume e alla bonifica del piano di Magadino, trasformandolo in terreno atto all'agricoltura.
Nella valle si trova la Via delle Genti che da millenni è utilizzata per andare da Milano a Basilea, gli ultimi studi mostrano che già nell'età del ferro ai piedi del massiccio del San Gottardo vi erano degli insediamenti. Poi ulteriormente ampliata e migliorata nei secoli da vari popoli come ad esempio i Romani. Numerose strade furono aperte nei secoli per oltrepassare il massiccio del Gottardo e aprire la via Nord-Sud ma il vero balzo di qualità fu fatto nel 1882 all'apertura della galleria ferroviaria sotto il Gottardo che collega Göschenen ad Airolo ed apre la via nord-sud al commercio e al turismo. Di particolare rilievo è la costruzione dell'autostrada, e della relativa galleria, sul lato nord della Valle all'inizio degli anni ottanta. Questa via è diventata negli anni particolarmente utilizzata per il traffico nord-sud attraverso le Alpi, sia per le auto che per i trasporti. Dal 2016 quasi tutti i treni attraversano la galleria di base del San Gottardo con entrata a Bodio saltando quasi tutta la valle.